# Dyrines taeniatus
Dyrines taeniatus är en spindelart som först beskrevs av Cândido Firmino de Mello-Leitão 1943. 
Dyrines taeniatus ingår i släktet Dyrines och familjen Trechaleidae. Inga underarter finns listade i Catalogue of Life.